# イケダヤ製菓
イケダヤ製菓株式会社（いけだやせいか）は愛知県西尾市一色町に本社を置く、えび・いかせんべい、製菓の製造販売を行う企業である。

## 概要
西尾市一色町では、明治時代半ばからえびせんべいの製造がはじまり、えびせんべいの製造業者40社が集う日本有数の生産地である。えびせんべいには手焼き、機械焼き、併用といったような製法があるが、イケダヤ製菓は自動化された機械焼きで大量生産を行っているのが特徴である。
東京、大阪、福岡、山形に営業拠点を構え、中京エリアを筆頭に関東、関西のスーパーマーケット、コンビニエンスストアでの販売が行われている。

## 沿革
- 1958年2月に池田屋商店として創業し、手焼きえびせんべいの製造を開始する[1]。

- 1966年 - 一色町大字一色字東塩浜に第一工場建設
- 1971年 - 東京都杉並区に東京営業所開設
- 1975年 - 法人に改組、イケダヤ製菓株式会社設立
- 1977年 - 一色町大字中外沢に第二工場設立
- 1977年 - 大阪府八尾市に大阪営業所開設
- 1988年 - 大阪営業所を東大阪市に移転
- 1995年 - 東京営業所を板橋区に移転
- 1997年 - 第2工場に事務所兼4階建工場建設
- 2008年 - 創業50周年記念式典
- 2014年 - 一色町中外沢へ第一工場建設、拡張移転
- 2022年 - 東京営業所を練馬区に移転

## 事業所
- 本社　　　　愛知県西尾市一色町一色東塩浜162
- 東京営業所　東京都練馬区田柄2-1-29-103
- 大阪営業所　大阪府東大阪市中小阪5丁目7-15-103
- 東北出張所　宮城県岩沼市桜4丁目7-10-A101
- 福岡出張所　福岡県糟屋郡宇美町宇美5-8-22-208
- 第一工場　　愛知県西尾市一色町中外沢下長割2
- 第二工場　　愛知県西尾市一色町中外沢下長割8
- 直売店　　　愛知県西尾市一色町小藪船江東176  一色さかな広場内

## 表彰
- 第20回菓子大博覧会において総裁賞受賞 - いかみりん
- https://zenkaren.info/_10/_20

## 製品の例
2014年時点では素材ごとの大分類で50種類から60種類を製造しており、詰め合わせや包装形態の違いまで含めた総数は100種類以上の製品がある。
- えびせんべい
- えびてり焼き
- えびっこ
- えびちび - 小袋の製品
- いかみりん
- いかうす焼き
- 磯の幸お好み
- ごぼうせん
- たまねぎせん
- えびしそせん